# Robert Feustel
Robert Feustel (* 1979 in Dresden) ist ein deutscher Politikwissenschaftler und Publizist.

## Leben
Feustel studierte Politikwissenschaft und Neuere Geschichte an der Universität Leipzig und an der Universidad Complutense de Madrid. 2012 wurde er mit einer Arbeit zur Kulturgeschichte des Rauschs promoviert. Von 2006 bis 2016 war er Lehrbeauftragter und Mitarbeiter am Institut für Politikwissenschaft der Universität Leipzig. Seit 2017 ist er wissenschaftlicher Mitarbeiter im Projekt PODESTA am Arbeitsbereich Wissenssoziologie und Gesellschaftstheorie an der Friedrich-Schiller-Universität Jena. 2021 habilitierte er sich dort im Fach Soziologie.
Feustels Schwerpunkte sind Politische Theorie und Wissenschaftsgeschichte. Er forscht zu Digitalisierung, Rechtspopulismus, Stadtentwicklung, sowie Drogen und Rausch. Er publiziert gelegentlich in regionalen und überregionalen Zeitungen und tritt als Experte für Rauschgeschichte, Sucht, Drogenpolitik, rechtspopulistische Sprache und Demagogie in Erscheinung.
Das von ihm gemeinsam mit Nancy Grochol, Tobias Prüwer und Franziska Reif im Jahr 2016 herausgegebene Wörterbuch des besorgten Bürgers erklärt in Form eines Wörterbuchs rechtspopulistische Begriffe wie „Bahnhofsklatscher“, „Invasionsarmee“ oder „Verschwulung“. Das Buch fand großen Anklang, auch in den Medien, so schrieb etwa der Tagesspiegel, das Buch sei „hoch aktuell, weil der Stammtisch im Zeitalter des Internets mehr Einfluss bekommen hat.“ Bei Arte hieß es: „Wer wissen will, wie besorgte Bürger ticken, muss ihre Sprache verstehen. Das ‚Wörterbuch‘ hilft dabei ungemein.“
Im Frühjahr 2025 veröffentlichte er mit Populistische Spiele (zusammen mit Gregor Ritschel) eine Streitschrift, die den Versuch unternimmt, die politischen und medialen Wirren der Gegenwart wissenssoziologisch neu zu deuten. Der postfaktische Bullshit, mit dem vor allem rechte Akteure arbeiten, lässt sich mit einer Theorie des Spiels genauer verstehen. Politik wird zum Live Action Role Play (LARP) bzw. zum Alternat Reality Game (ARG). Die üblichen Gegensätze wie Spaß und Ernst oder Fiktion und Wirklichkeit verlieren an Bedeutung.

## Schriften (Auswahl)
- mit Gregor Ritschel: Populistische Spiele. Bullshit als politische Strategie. Kohlhammer Verlag, 2025, ISBN 978-3-17-046056-0.
- mit Peter Bescherer, Anne Burkhardt, Gisela Mackenroth, Luzia Sievi: Urbane Konflikte und die Krise der Demokratie. Westfälisches Dampfboot, 2021, ISBN 978-3-98634-108-4.
- „Am Anfang war die Information“. Digitalisierung als Religion. Verbrecher Verlag, 2019, ISBN 978-3-95732-369-9.
- mit Henning Schmidt-Semisch, Ulrich Bröckling (Hrsg.): Handbuch Drogen in sozial- und kulturwissenschaftlicher Perspektive. Springer VS, 2018, ISBN 978-3-658-22138-6. Überarbeitete und erweiterte Neuauflage 2024.
- mit Nancy Grochol, Tobias Prüwer und Franziska Reif (Hrsg.): Wörterbuch des besorgten Bürgers. Ventil Verlag, 2016. Dritte erweiterte Auflage 2018, ISBN 978-3-95575-088-6.
- Die Kunst des Verschiebens. Dekonstruktion für Einsteiger. Fink, 2015, ISBN 978-3-7705-5857-5.
- „Ein Anzug aus Strom“. LSD, Kybernetik und die psychedelische Revolution. Springer VS, 2015, ISBN 978-3-658-09575-8.
- Grenzgänge. Kulturen des Rauschs seit der Renaissance. Wilhelm Fink Verlag, 2013, ISBN 978-3-7705-5475-1.
- mit Hagen Schölzel, Nico Koppo (Hrsg.): Wir sind nie aktiv gewesen. Interpassivität zwischen Kunst- und Gesellschaftskritik. Kadmos 2011, ISBN 978-3-86599-138-6.
- mit Maximilian Schochow (Hrsg.): Zwischen Sprachspiel und Methode. Perspektiven der Diskursanalyse. transcript, 2010, ISBN 978-3-8376-1429-9.
- mit Ulrich Bröckling (Hrsg.): Das Politische denken. Zeitgenössische Positionen. transcript, 2010. Dritte Auflage 2012, ISBN 978-3-8376-1160-1.